# William Ewart Gladstone
William Ewart Gladstone, född 29 december 1809 i Liverpool, död 19 maj 1898 på Hawarden Castle, Flintshire, Wales, var en brittisk liberal politiker. Han var premiärminister i fyra omgångar (brittiskt rekord), 1868–1874, 1880–1885, 1886 samt 1892–1894. 
Gladstone räknas som en av de verkligt stora premiärministrarna och en mycket skicklig talare. Han utkämpade flera politiska dueller och valkampanjer mot sin likaledes betydande motståndare Benjamin Disraeli, ledare för det konservativa partiet. Under sina sista perioder som partiledare för det liberala partiet och som premiärminister blev han alltmer isolerad på grund av sin kamp för självstyre (Home rule) för Irland. Han stödde inledningsvis sydstaterna i det amerikanska inbördeskriget 1861-65. 

## Biografi

### Barn- och ungdomsår

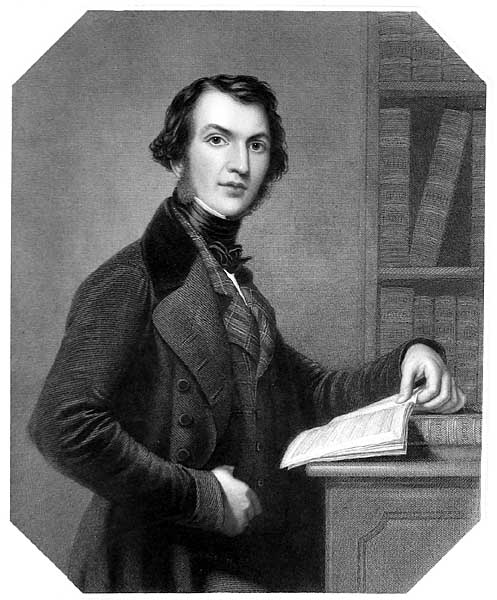
Gladstone på 1830-talet.

William Ewart Gladstone föddes i Liverpool 1809 som fjärde son till köpmannen och slavägaren John Gladstone, och dennes andra fru Anne MacKenzie. Trots att Gladstone var född och uppvuxen i Liverpool och alltid behöll en anstrykning av Lancashire-accent, var han av skotsk härkomst på båda föräldrarnas sidor. 
Gladstone utbildades vid Eton College och började 1828 vid Christ Church College i Oxford, där han studerade både klassiska och matematiska ämnen. I december 1831 gjorde han sina slutprov och fick högsta betyg i båda inriktningarna (”double first”). Han var ordförande för debattsällskapet Oxford Union, där han blev bemärkt för sin vältalighet. Under universitetstiden var Gladstone en tory och motsatte sig whigs förslag till parlamentsreform. 
Gladstone invaldes första gången i underhuset 1832 som konservativ ledamot för Newark. Till en början var han en reaktionär ”högtory”. Han uttalade sig mot fabrikslagstiftning och att omedelbart upphäva slaveriet (i alla brittiska besittningar - det var redan avskaffat i Storbritannien). År 1838 publicerade han boken The State in its Relations with the Church, där han hävdade att statens mål skulle vara att främja och försvara Church of Englands intressen. 
År 1839 gifte sig Gladstone med Catherine Glynne, som han förblev gift med i 49 år.

### Minister under Peel
Gladstone omvaldes som parlamentsledamot 1841. I september 1842 förlorade han pekfingret på sin vänstra hand i en olycka när han laddade ett gevär. I Robert Peels andra regering var han handelsminister (President of the Board of Trade; 1843–1844). Han avgick 1845 på grund av en samvetsfråga. För att förbättra relationerna med irländska katoliker föreslog Peels regering en ökning av det årliga anslaget till det katolska prästseminariet i Maynooth på Irland. Gladstone hade tidigare förespråkat att ett protestantiskt land inte skulle ge pengar till andra kyrkor. Trots att Gladstone stödde ökningen av anslaget och röstade för det i parlamentet valde han att hellre avgå än låta sina motståndare anklaga honom för att ge avkall på sina principer för att få vara kvar vid makten. När Peel godkände Gladstones avgång sade han ”jag har verkligen svårt ibland att exakt förstå vad han menar". 
Gladstone återkom i Peels regering som kolonialminister i december 1845. Året därpå föll regeringen på frågan om spannmålstullarna (Corn Laws), som Peel ville avskaffa. Gladstone följde Peel när denne lämnade den huvudsakliga grupperingen i det konservativa partiet. Han blev återvald till underhuset 1847, nu för Oxfords universitet, och blev en konstant kritiker av Lord Palmerston. Efter Peels död 1850 framträdde Gladstone som ledaren för peeliterna i underhuset.
Redan år 1840 hade Gladstone börjat rädda och rehabilitera prostituerade i London. Han gick på Londons gator och försökte övertyga de prostituerade att ändra sin livsstil. År 1848 bildade Gladstone också Church Penitentiary Association for the Reclamation of Fallen Women. I maj 1849 påbörjade han sitt mest aktiva "räddningsarbete" med "fallna kvinnor" och mötte prostituerade sent på natten antingen på gatan, i sitt hus eller i deras hus. Han skrev in deras namn i sin anteckningsbok. Han hjälpte House of Mercy i Clewer, nära Windsor (som utövade extrem disciplin) och lade ner mycket tid på att ordna arbeten åt före detta prostituerade. Hans fru kände till denna verksamhet. Det finns inga bevis för att han någonsin utnyttjade prostituerades tjänster, men kort efteråt kunde hans dagbok ibland vara märkt med en liten teckning av en piska. Det anses att detta betyder att han kände sig frestad, och det är känt att han verkligen piskade sig själv som en sorts botgöring. 
Då lord Derby 1851 fick i uppdrag att bilda en konservativ ministär erbjöds Gladstone att ingå i den, men avböjde. Under dessa år var Gladstone strängt upptagen av enskilda affärer, men fann dock tid över för det allmänna. Särskilt lade nu som förut de kyrkliga stridsfrågorna beslag på hans intresse. Men även på utrikespolitikens område uttalade han sig. Största uppmärksamheten tilldrog sig de 1851 offentliggjorda brev till lord Aberdeen, i vilka Gladstone kritiserade Bourbonernas styre i Neapel, som han under en vistelse där vintern 1850-51 varit i tillfälle att iakttaga på nära håll.

### Finansminister
Aberdeen bildade 1852 en koalitionsregering där Gladstone blev finansminister. Han framlade 1853 sin första berömda budget, vars främsta särmärke var att den i flera av de viktigaste punkterna byggts på en approximativ beräkning av inkomster och utgifter för en period av sju år. Dessutom genomfördes en ny reform av den engelska tulltaxan i frihandelsvänlig riktning och arvsskatten utsträcktes till fastigheter. Gladstone har även huvudförtjänsten av de reformer av universiteten och av rekryteringssystemet inom den civila förvaltningen som genomfördes under 1854. 
Aberdeens kabinett sprängdes när lord Russell avgick i början av 1855. Gladstone övergick sedan i Palmerstons ministär, efter att åter ha avböjt att inträda i en tilltänkt konservativ regering under Derby eller andra kombinationer. Han avgick emellertid redan efter några dagar. Detta ådrog honom en skarp kritik från olika håll, och under de följande åren var hans ställning till de båda partierna fortfarande rätt oklar: han låg gång på gång i underhandlingar med lord Derby, men tillbakavisade flera anbud att inträda i dennes andra ministär (1858-59). Däremot lät han sända sig på en särskild beskickning till Joniska öarna (1858-59) och röstade mot det misstroendevotum, som sistnämnda år störtade den konservativa regeringen. 
I den regering som därefter bildades av Palmerston ingick Gladstone som finansminister. Från denna tid var hans anslutning till det liberala partiet definitiv, och då earl Russell blev premiärminister efter lord Palmerstons död 1865 blev Gladstone underhusets ledare. Under de sju år han nu innehade finansministerportföljen uppehöll och befäste han sitt rykte som en finansiell förmåga av första ordningen och fullbordade under denna tid Storbritanniens övergång till det frihandelssystem som han varit med om att påbörja när han var handelsminister i Peels regering. 1860 slöts en handelstraktat med Frankrike, för vilken Gladstone tillsammans med Cobden spelade en viktig roll. Samma års budget innehöll den fjärde av de stora omskapningar av tulltaxan som påbörjats 1842. Det borttagande av pappersaccisen som föreslogs i budgeten ledde till en konflikt mellan parlamentets båda hus (1860), vars lösning (1861) innebar att underhusets ställning stärktes. 
För övrigt förespråkade Gladstone gentemot regeringens andra medlemmar sträng sparsamhet när det gällde militära anslag, och i utrikespolitiken företrädde han de nationalitets- och frihetsidéer som han tidigare uttryckt till exempel i breven till Aberdeen. Han var också en av huvudkämparna för det förslag till parlamentsreform, som 1866 vållade ministärens fall. Såsom oppositionens ledare under den följande Derby-Disraeliska regeringen, som saknade en fast majoritet i underhuset, spelade Gladstone en mycket betydande roll: särskilt utövade han ett avgörande inflytande på karaktären av 1867 års parlamentsreform genom de ändringar han genomdrev i regeringens förslag. Det förslag om att avskaffa den protestantiska statskyrkan på Irland som ledde till att Disraelis regering föll var också hans.

### Gladstones första regering 1868–1874
Gladstones liberalism kännetecknades under 1860- och 1870-talen av ett antal reformförslag för att förbättra individuell frihet och lösgöra politiska och ekonomiska inskränkningar. För det första förespråkades en minimering av offentliga utgifter, på basis av att ekonomin och samhället tjänades bäst av att man tillåter människor att spendera pengar efter eget huvud. För det andra en utrikespolitik med syfte att främja fred medverkade till att minska utgifterna och beskattningen och öka handeln. För det tredje skulle de politiska institutionerna och lagarna reformeras om de hindrade människor från att agera fritt för att förbättra sig själva.
Gladstone valdes 1868 till ledamot för Greenwich. Han utsågs nu att bilda sin första regering. En huvuduppgift var att reformera Irlands förhållanden. En av den nya regeringens första åtgärder blev att avskaffa den irländska statskyrkan, inte utan en skarp strid mellan parlamentets båda hus (1869). Året därpå genomfördes en lag som reglerade förhållandet mellan jordägare och arrendatorer på Irland.
Under Gladstones första regeringstid genomfördes även reformer i armén, civilförvaltningen och lokalförvaltningen för att ta bort begränsningar av individers framåtskridande. Han avskaffade systemet att köpa militära officersgrader och omorganiserade domstolarna. En ny skollag genomfördes. Den största svårigheten var ordnandet av religionsundervisningen, vilken löstes genom en kompromiss. Bland övriga reformer som genomfördes var införandet av sluten omröstning vid val till underhuset (1872). Utrikespolitiskt eftersträvade Gladstone fredliga samförståndslösningar, och fick viss kritik för detta. Hans inriktning visades i att Alabamatvisten 1872 avgjordes till amerikanernas fördel.
Trots flera framgångar började regeringen att förlora i popularitet och röna opposition till och med i liberalernas egna led. Flera orsaker medverkade till detta. Gladstone ville reformera det dittills strängt protestantiska universitetet i Dublin. Genom detta lagförslag stötte han många liberaler ifrån sig, och när förslaget förkastades i underhuset ledde det till parlamentets upplösning och ministärens fall. Men vid sidan av detta var två andra viktiga faktorer med i spelet som starkt inverkade på valstriden.
Den första var arbetarfrågan. De brittiska arbetarnas fackföreningar var starka och välorganiserade och därför en nagel i ögat på arbetsgivarna. Endast med svårighet hade arbetarna år 1871 utverkat lagligt erkännande av dessa fackföreningars rättsgiltighet och av sin rättighet att organisera lönestrider, och samtidigt förnyade den liberala majoriteten uttryckligen de tidigare straffbestämmelserna mot sådana stridsmedel som att hota arbetsgivare med strejk, utestänga arbetsvilliga och utställa strejkposter. Alltså tilläts strejk, men medlen att göra en sådan verksam förbjöds. Trots alla petitioner från arbetarhåll höll Gladstone fast vid dessa straffbestämmelser. En stor del av hans anhängare var arbetsgivare, och han ville inte stöta dem ifrån sig. Men de konservativa lovade att uppfylla arbetarnas önskningar. Vid valen uppställde arbetarna här och där egna kandidater, av vilka dock endast två lyckades komma in i parlamentet; i de flesta fall röstade de dock för de konservativa kandidaterna.
I samma riktning verkade även det växande missnöjet med regeringens utrikespolitik. Oavlåtligt betonade Gladstone sin obetingade fredskärlek och strök därtill bort betydande poster ur armé- och marinbudgeten. Han förberedde rentav ett tillbakadragande av alla brittiska trupper från kolonierna. Då utbröt det fransk-tyska kriget, och frågan uppstod om Storbritannien var krigsberett i den händelse att dess intresse påkallade ett ingripande. Oppositionens ledare bestred det på det bestämdaste och anklagade ministären för pliktförsummelse. I fråga om Svarta havets neutralitet vek Gladstone undan för Ryssland och offrade på så sätt allt som vunnits genom Krimkriget. I åtskilliga strider med USA om skadestånd och gränsfrågor såg han sig tvungen till eftergift, och år 1873 tillät han utan gensägelse att Chiva besattes genom Ryssland.

### Opposition 1874–1879

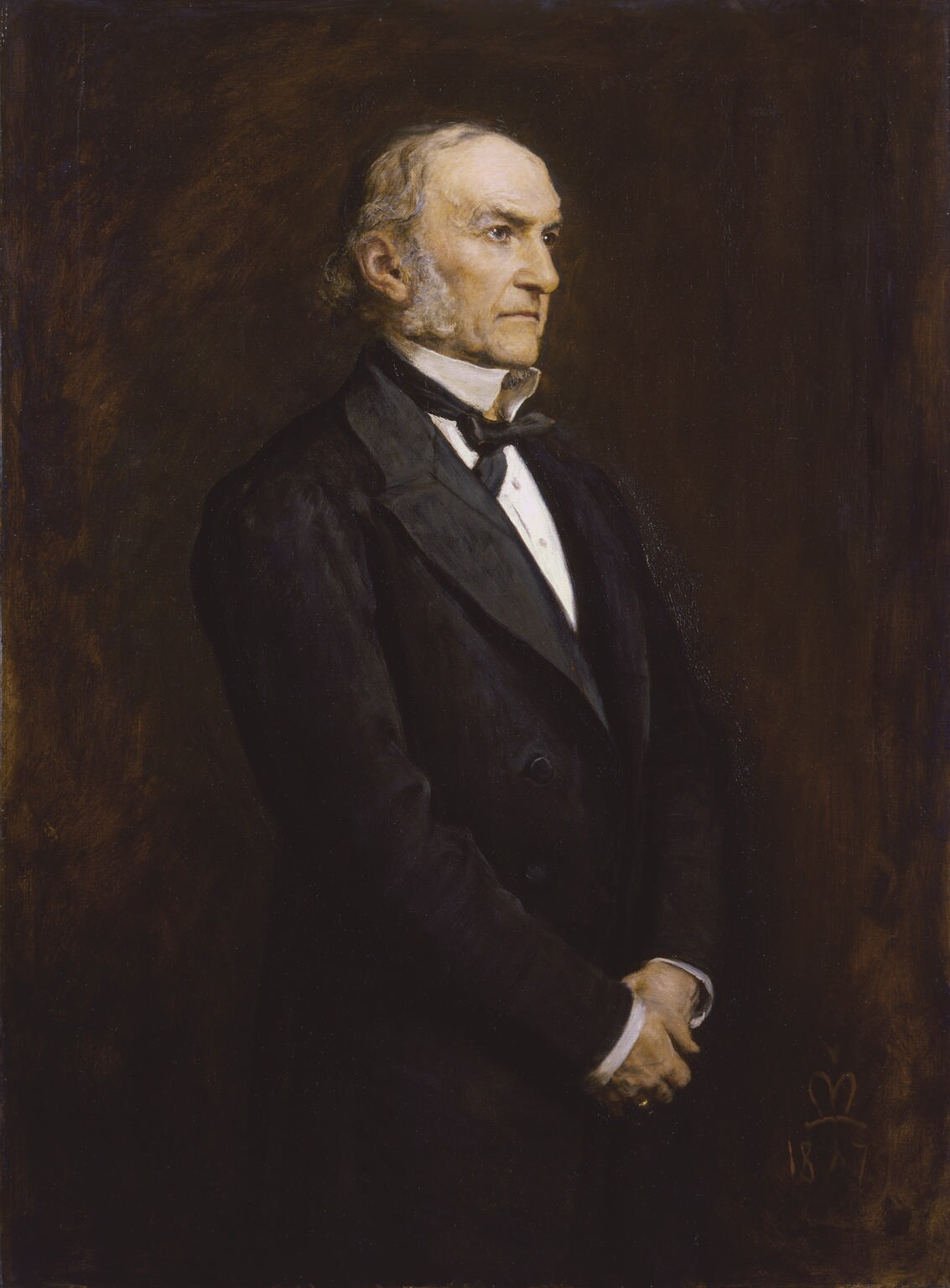
Gladstone avporträtterad av John Everett Millais 1879.

Efter att Liberalerna förlorat valet 1874 drog sig Gladstone delvis tillbaka från politiken och lämnade partiledarskapet, även om han behöll sin plats i underhuset. 1876 publicerade han skriften Bulgarian Horrors and the Questions of the East där han angrep Disraelis regering för dess likgiltighet inför det våldsamma undertryckande av det bulgariska upproret i Osmanska riket. Under sin valkampanj (den så kallade Midlothiankampanjen) 1879 kritiserade han Disraelis utrikespolitik under det pågående kriget i Afghanistan. Han såg kriget som en "stor vanära", och kritiserade också Storbritanniens uppträdande i Zulukriget.

### Gladstones andra regering 1880–1885

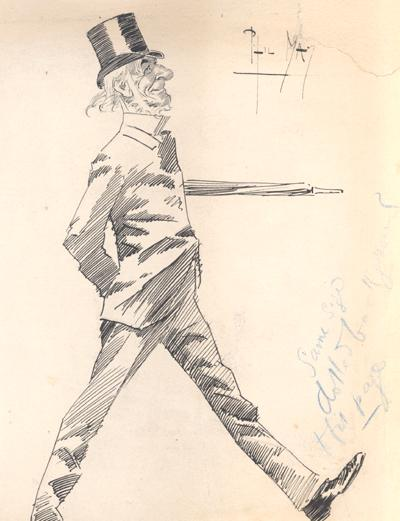
Gladstone. Karikatyr av Phil May

Liberalerna återkom till makten efter valet 1880 och den nye liberale ledaren lord Hartington avgick till förmån för Gladstone. Gladstone vann både i Midlothian och i Leeds, och valde att representera Midlothian. Hans andra regering varade från juni 1880 till juni 1885. 
Gladstones andra regering innehöll alla nyanser av det liberala partiet från högaristokratiska whigs, såsom hertigen av Argyll och lord Hartington, till radikala demokrater av Brights och Chamberlains typ. Den var mycket mindre enhetlig än den första och samarbetet var svårare. Gladstones agitation mot toryregeringen hade i första hand gällt utrikespolitiken, och den nya regeringens politik på detta område blev utpräglat fredsvänlig. Afghanistan utrymdes, i Sydafrika uppgavs annekteringspolitiken, och efter vissa strider återfick Transvaal så gott som fullständigt sitt oberoende. I Egypten tvingades regeringen trots alla försök att hålla sig utanför krisen att bombardera Alexandria (1882) och drev sedan allt längre in på ockupationslinjen. 
Med denna utsträckning av rösträtten var förknippad en radikal omreglering av valkretsindelningen. Reformen genomfördes efter en viss strid mellan parlamentets båda hus. Men huvudföremålet för regeringens verksamhet och intresse blev dock Irland. Gladstone lät den gamla tvångslagen (Peace preservation act) löpa ut och framlade ett förslag om ersättning åt arrendatorer som vräkts på grund av underlåtenhet att betala sina arrenden. Förslaget föll dock i överhuset. När den irländska nationalismen växte sig starkare under ledning av Charles Stewart Parnell infördes dock en ny skarp tvångslagstiftning, som tillät vicekungen att hålla människor i förvar ”så länge som ansågs nödvändigt”. Den kombinerades dock med en jordlag som innebar inskränkningar i äganderätten. Arrendena skulle, där parterna inte kunde enas, bestämmas av en landdomstol, och dessa regleringar bestå i femton år. Denna irländska jordlag blev mycket betydelsefull. Regeringen tillämpade nu den nya lagstiftningen med stor stränghet, och Parnell och flera hans kollegor häktades. Senare slöt regeringen ett avtal med Parnell, då han förklarat sig villig att medverka till att stilla oron på Irland i händelse att en lag om oguldna arrenden genomfördes.
General Gordons fall i Khartoum under mahdistupproret i Sudan 1885 var ett hårt slag mot Gladstones popularitet. Gladstone avgick som premiärminister 1885, och avböjde drottningens erbjudande om en utnämning till earl.

### Gladstones tredje regering 1886

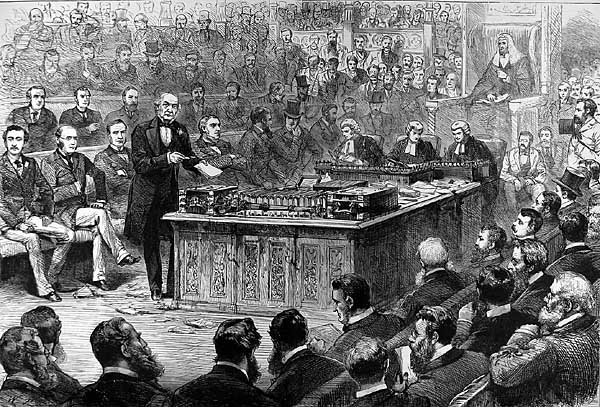
Gladstone talar i en underhusdebatt om Home rule för Irland den 8 april 1886.

Under 1880-talet förändrades Gladstones inställning till den irländska frågan och han blev en förespråkare av home rule. 1886 samarbetade hans parti med de irländska nationalisterna för att fälla |lord Salisburys regering. Gladstone återkom på premiärministerposten och kombinerade den med posten som Lord Privy Seal. Under denna regeringstid framlade han ett lagförslag om home rule för Irland för första gången, i april 1886. I framlade Gladstone sitt första homeruleförslag. Irland skulle upphöra att representeras i parlamentet i Westminster, i Dublin skulle en särskild regering och ett särskilt parlament fördelat på två kamrar upprättas för att handlägga irländska frågor. I detta parlaments beskattnings- och lagstiftningsrätt gjordes vissa inskränkningar för att bevara riksenheten. Till denna homerulebill lades senare ett förslag om jordexpropriation i stor skala. På grund av att inemot ett 100-tal liberaler röstade emot förkastades home-ruleförslaget 8 juni 1886. Gladstones övergång till att förorda irländskt självstyre sprängde det liberala partiet, då de så kallade liberalunionisterna bröt sig ur. Resultatet blev att Gladstones regering föll efter endast några månader. Den parlamentsupplösning som följde resulterade i en betydande unionistisk (homerulefientlig) majoritet, och Gladstones regering avgick innan parlamentet samlades i juli 1886. Den ersattes av en ny regering ledd av Lord Salisbury.

### Gladstones fjärde regering 1892–1894

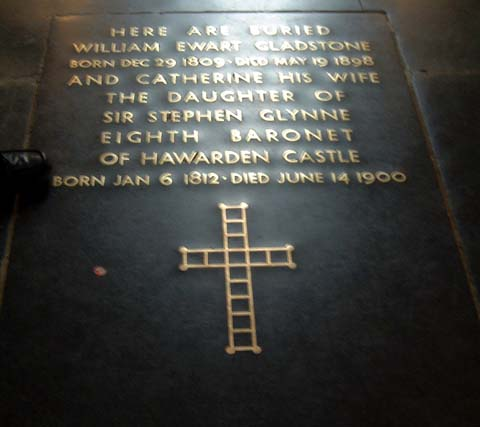
Gladstones grav.

Det försök att åter sammansluta de båda fraktionerna av det liberala partiet som gjordes 1887 ledde visserligen icke till något resultat, men Gladstone arbetade för att reorganisera den homerulevänliga delen av sitt parti, åtskilliga fyllnadsval utföll till förmån för den nya politiken, och Gladstone lyckades även komma till ett samförstånd med Parnell. En skandalös äktenskapsprocess där Parnell var inblandad tvingade emellertid Gladstone - av hänsyn särskilt till partiets nonkonformistiska element - till en brytning med Parnell (1890). Hans krav på att Parnell skulle avlägsnas från partiledarplatsen framkallade en schism bland de irländska nationalisterna. 
1892 års val gav inte, som Gladstone hoppats, en stark utan en svag majoritet för homerule, som var beroende av irländarnas röster. Salisbury avgick och Gladstone återvaldes till premiärminister för fjärde gången i augusti 1892. I februari 1893 framlade han sin andra home-rulebill, som skilde sig från den första bland annat genom att den bibehöll de irländska representanterna till minskat antal (80 i stället för 105) i riksparlamentet. Majoriteten i underhuset blev ganska obetydlig (34 röster), och förslaget föll i överhuset med oerhörd majoritet, med motiveringen att det var för långtgående. Gladstones karriär nådde nu sitt slut. 1 mars 1894 höll Gladstone sitt sista tal i underhuset, där han förespråkade att överhusets veto skulle avskaffas. Han avgick två dagar senare, men behöll sitt underhusmandat till 1895. Han led nu av avtagande syn och hörsel och var oenig med kolleger i avseende på militärutgifterna.

### De sista åren
Gladstone erbjöds att bli adlad, men avböjde nu liksom vid föregående tillfällen. Han levde sina återstående år i lugn på sitt gods Hawarden Castle, upptagen av litterära sysselsättningar. År 1895 donerade han 40 000 pund och en stor del av sitt bibliotek för att grunda St Deiniol's Library, och fraktade större delen av böckerna med skottkärra till deras nya hem. Han trädde undantagsvis fram i offentligheten, och 1896 talade han i Liverpool för att fördöma osmanernas massakrer på armenier. 
Gladstone dog i Hawarden Castle 1898 vid 88 års ålder, av cancer som hade börjat bakom kindbenet och spritts i kroppen. Han begravdes i Westminster Abbey.

### Allmänna källor
Den här artikeln är helt eller delvis baserad på material från Nordisk familjebok, William Ewart Gladstone, 1904–1926.